# 소문의 벽
《소문의 벽》은 1982년 4월 10일에 방영된 TV문학관이다.

## 줄거리
한 잡지사에서 편집장으로 일하고 있는 '나'(김흥기)는 포장마차에 들렸다가 우연히 누군가에게 쫓기고 있다는 한 남자를 만나, 엉겁결에 그를 집에 데려온다. 아침에 그 남자가 사라져버린 것을 발견한 '나'는 이상한 생각에 집 가까운 정신병원을 찾아갔다가 그 남자가 병원에서 도망친 박준(임동진)이라는 사실을 알게 되는데, 담당 의사(김인태)에 따르면 박준은 원래 소설가였다. '나'는 담당 의사로부터 박준이 심한 히스테리에 걸려있다는 이야기를 듣고 박준의 행적에 관심을 갖게 되는데...

## 출연
- 임동진
- 김흥기
- 김윤미
- 김인태
- 김보미
- 김병기
- 윤상미
- 김성근
- 이병철
- 맹호림
- 이문환
- 이미경
- 백찬기
- 박시영
- 유병한
- 박현정
- 김혜숙
- 오중훈
- 유병준
- 조재훈
- 박해상